# Asphodeloideae
Le Asphodeloideae Burnett, 1835 sono una sottofamiglia della famiglia Asphodelaceae.

## Distribuzione e habitat
La sottofamiglia è distribuita in Africa, in Europa, nel bacino del Mediterraneo, in Asia centrale e in Australia, con un genere (Bulbinella) presente in Nuova Zelanda. Il centro di maggiore biodiversità si ha in Sudafrica.

## Tassonomia
La sottofamiglia comprende i seguenti generi:
- Aloe L.
- Aloiampelos Klopper & Gideon F.Sm.
- Aloidendron (A.Berger) Klopper & Gideon F.Sm.
- Aristaloe Boatwr. & J.C.Manning
- Asphodeline Rchb.
- Asphodelus L.
- × Astrolista Molteno & Figueiredo
- Astroloba Uitewaal
- Bulbine Wolf
- Bulbinella Kunth
- Eremurus M.Bieb.
- Gasteria Duval
- Gonialoe (Baker) Boatwr. & J.C.Manning
- Haworthia Duval
- Haworthiopsis G.D.Rowley
- Kniphofia Moench
- Kumara Medik.
- Trachyandra Kunth
- Tulista Raf.